# 장폴 페냉

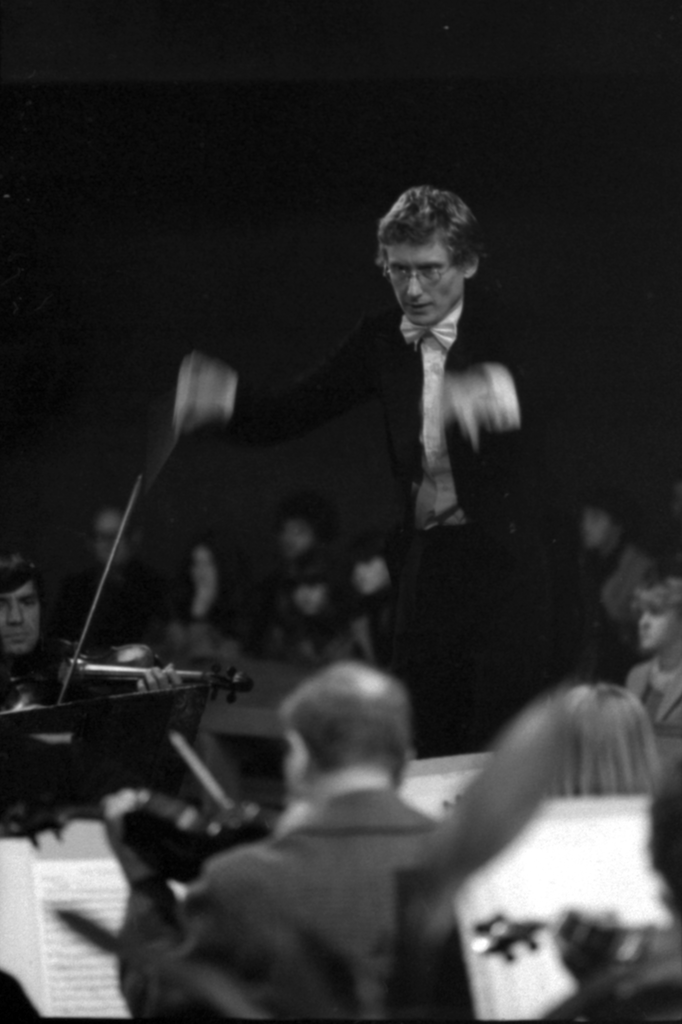
Jean-Paul PENIN - 장폴 페냉
Orchestre Philharmonique de Strasbourg, 1980.

장폴 페냉(프랑스어: Jean-Paul Penin 은 프랑스의 오케스트라 지휘자이다.

## 이력
페냉은 스트라스부르의 음악학교에서 콘트라베이스와 실내악, 음악 분석학을 공부한 후 파리에서 음악 역사를 공부하고 Fulbright 재단의 장학생 자격으로 샌프란시스코로 유학을 가서 존 아담스의 제자로 오케스트라 지휘와 작곡, 음악 분석을 공부했다.
그 후, 문학 석사 과정을 거쳐 스트라스부르 대학교에서 생물리학 박사학위를 받았다.
일본 동경에서 개최되는 Min-on 국제 젊은 오케스트라 지휘자 콩쿠르에서 은상을 수상하였다.
스트라스부르 필 하모니의 지휘자 알랑 롱바르의 조교를 한 후 1980년부터 4년간 빈 국립 오페라단의 지휘자 로린 마젤의 조교 생활을 하였다.
1990년부터 1994년까지 크라푸르 국립 필 하모니의 영구 초대 지휘자였으며, 레흐 바웬사 회장의 추천으로 폴란드 정부가 오케스트라에 대한 그의 공로(순회 연주, 음반 작업, 후원회)에 감사를 표하기 위한 훈장을 수여받았다.
1991년에 네덜란드 필하모니 오케스트라와 함께 올리비에 메시앙이 작곡한 피아노를 위한 콘세르(concerto pour piano)를 작곡가가 지켜보는 가운데 암스테르담의 콘세르트헤보에서 초연하였으며 TV로 중계되었다.
새롭게 발굴된 Berlioz의 ‘Messe Solennelle’ 프랑스어판 재현 독점권을 가진 Bärenreiter 출판사는 UNESCO와 대통령의 적극적인 후원 아래Jean-Paul Penin에게 지휘를 요청한다. 그는 1993년 10월 7일에 France-Musique와 Accord-Universal, France-Télévision의 지원을 받으며 전 세계 처음으로 ‘Messe Solennelle’의 음반작업을 하게 된다. 그 후 그는 이 작품을 Côte-Saint-André 의 Berlioz 페스티벌에서 연주하고 그 후에는 유럽과 미국의 여러 지방, 부에노스아이레스 등에서 순회 공연을 하였으며 1998년에는 Colòn극장에서 동곡을 지휘하고 2003년에는 Santander 페스티벌에 참가해 동곡을 지휘하였다.
2000년에 Prague Capitale Européenne de la Culture 행사에 초대를 받아 체코 국립 라디오 오케스트라와 함께 Dvorak의 작품을 연주하였고, 이 공연은 라디오로 중계되었다. 그리고 그는 이 오케스트라단과 함께 Berlioz의 l’enfance du christ를 순회 연주했다. 2002년에 Dresde 필하모니와 함께 한 Bartók-Debussy 연주는 유럽 문화 교류의 일환으로 24개국에 생중계 되었고 그 후에는 Dresde의 Semperoper(Staatskapelle, 2004)에 초대되었다.

## 음반 작업
Jean-Paul Penin은‘découvreur de chef-d’œuvres’(명곡의 발견) 같은 음악 전문 잡지와 Berlioz의 Mess Solennelle의 세계 초연 음반 작업, 베토벤의 두가지 칸타타 Joseph II와 Léopold II와 같은 음반, 그외에도 몇가지의 세계 초연 오페라 음반 작업을 통해 명성을 얻었다.
- 2002년에 나폴레옹 재단의 후원 아래 앵발리드(Invalides)의 Saint-Louis에서 Spontini의 Fernand Cortez전곡을 연주하고

2003년에는 Madrid의 국립 오디토리엄에서 동곡을 연주, 2006년에는 Erfurt오페라에서 동곡을 무대 장식 없는 오페라 형식으로 연주했다. Fernand Cortez
- Weber의 Le Freischütz 프랑스어 버전과 Berlioz의 12개 테시타티브를 음반에 옮김.
- 1786년에 베르사이유 궁전의 새로운 오페라 극장의 개장을 축하하기 위해 Louis XI가 요청하여 만든 Sacchini의Oedipe à Colone 을 녹음.
- 그가 음반에 옮긴 Chabrier의 Gwendoline은 Opéra International 잡지에 따르면 ‘최근 몇 년간의 디스코그라픽 역사상 가장 눈에 띄는 작업 중 하나’라고 평함.

## 작곡
- Nuit parisiennes, 오케스트라.2004년 12월 12일 밀라노에서 초연(Teatro dal Verme, Orchestre symphonique Pomeriggi Musicali)
- Nuit parisiennes, 발레.

## 저작
- Les Baroqueux ou le Musicalement Correct : Gründ출판, Paris, 2000. Neue Muzikzeitung 에 따르면 열정적이며 많은 유머가 넘치는 작품이라 평함
- Les premières armes du jeune Berlioz (젊은Berlioz의 처음 무기들) : La Messe Solennelle,
- Ostinato Rigore, 국제 음악 연구 잡지, Jean-Michel Place 출판, Paris, 2004
- L’interprète face à la partition. Muséographie ou appropration ?

2000년 12월 5일 프라하 국립 음악 아카데미에서 컨포런스를 함.

## 참조
여기에 실린 기사는 연주자 사전(Paris, Laffon, coll. Bouquins)에 있는Jean-Paul Penin에 대한 기사를 토대로 함.
- Les Baroqueux ou le Musicalement Correct : Neue Muzikzeitung.
- Messe Solennelle :
  - Site Berlioz 2003.  보관됨 2010-01-13 - 웨이백 머신
  - Les premières armes du jeune Berlioz 
  - La découverte de la Messe Solennelle, de Ontdekking van Berlioz's Messe Solennelle  (Dutch, French, English).
- La Messe Solennelle de Berlioz, 13 octobre 1993 La Croix
- La Messe Solennelle de Berlioz, 13 octobre 1993 Le Monde
- L'interprète face à la partition Prague National Music Academy, conference
- Fernand Cortez